# Bistum Digne
Das Bistum Digne (lateinisch Dioecesis Diniensis) ist eine in der Hochprovence in Südfrankreich gelegene römisch-katholische Diözese mit Sitz in der Stadt Digne-les-Bains.

## Geschichte
Die Gründung des Bistums erfolgte bereits im 4. Jahrhundert; anfänglich war es dem Erzbistum Embrun als Suffraganbistum unterstellt. Am 29. November 1801 wurden dem Bistum Digne Teile der Gebiete der Bistümer Apt, Gap, Glandèves, Riez, Senez und Sisteron sowie des Erzbistums Embrun angegliedert; gleichzeitig wurde es dem Erzbistum Aix als Suffraganbistum unterstellt.
Seit 1970 entspricht der Bistumssprengel dem Département Alpes-de-Haute-Provence. Am 16. Dezember 2002 wurde das Bistum Digne dem Erzbistum Marseille als Suffraganbistum unterstellt.

## Weblinks

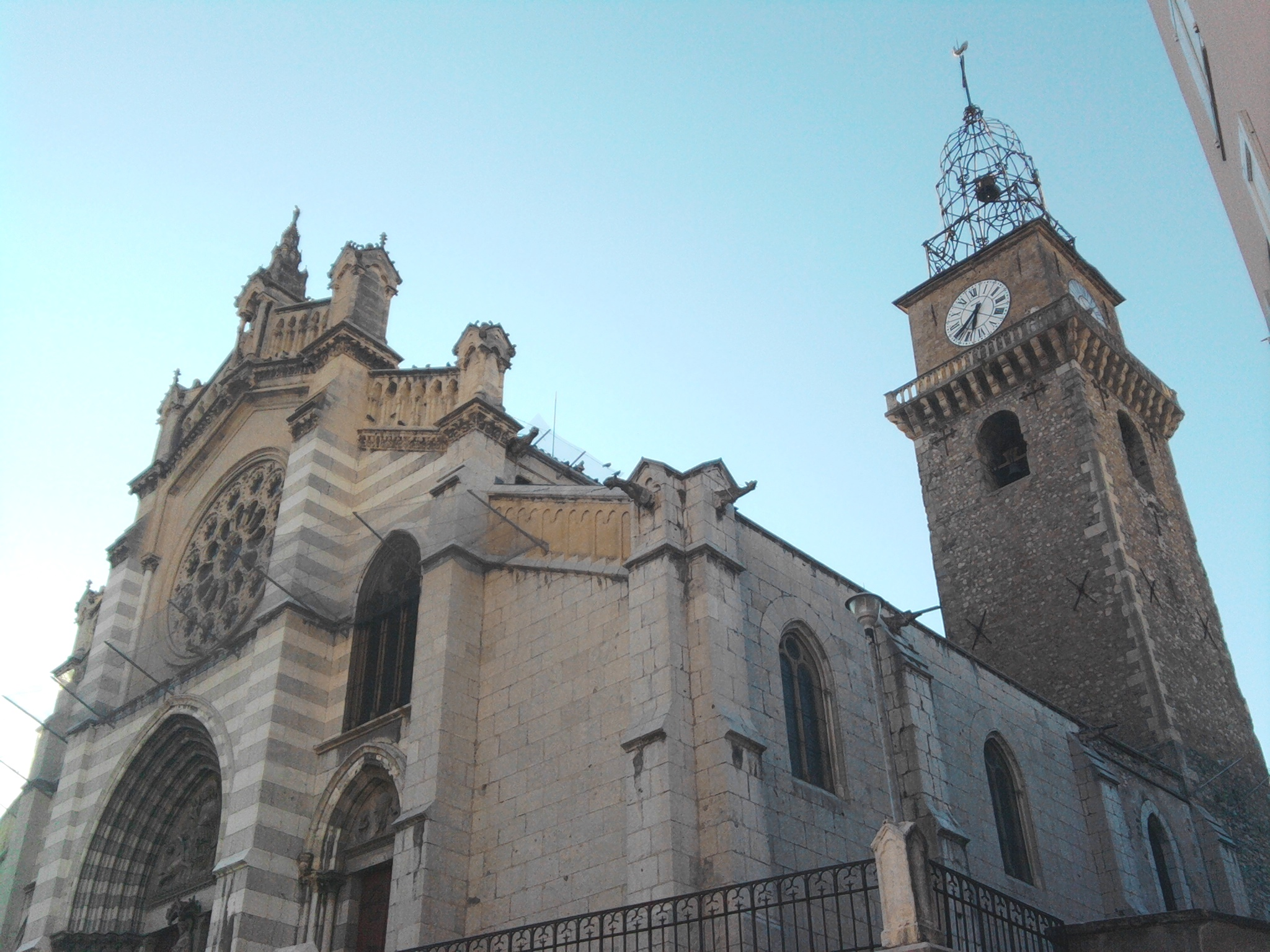
Kathedrale Saint-Jérôme in Digne-les-Bains